# Pawel Sergejewitsch Mogilewez
Pawel Sergejewitsch Mogilewez (russisch Па́вел Серге́евич Могиле́вец; * 25. Januar 1993 in Kingissepp, Oblast Leningrad, Russland) ist ein russischer Fußballspieler belarussischer Abstammung. Er spielt auf der Position des zentralen Mittelfeldspielers. Seit 2020 ist er bei FK Chimki aktiv.

## Karriere

### Verein
Mogilewez legte am 19. Mai 2013 sein Profidebüt bei Zenit Sankt Petersburg ab, indem er im Spiel gegen Wolga Nischni Nowgorod in der 89. Minute eingewechselt wurde. Am 20. August desselben Jahres kam Mogilewez gegen FC Paços de Ferreira beim Play-off-Spiel für die UEFA Champions League ab der 80. Minute zum Einsatz. St. Petersburg gewann das Spiel mit 4:1.
Am 27. Februar 2014 wurde Mogilewez bis zum Ende der Saison 2013/14 an Rubin Kasan ausgeliehen.

### Nationalmannschaft
Im Mai 2014 wurde Mogilewez von Fabio Capello in den erweiterten Kader der russischen Nationalmannschaft für die Fußball-Weltmeisterschaft 2014 in Brasilien nominiert. Am 26. Mai 2014 debütierte Mogilewez in der russischen Nationalmannschaft während des Freundschaftsspiels gegen die Slowakei. Im endgültigen Kader wurde Mogilewez nicht berücksichtigt. Als jedoch bekannt wurde, dass Mannschaftskapitän Roman Schirokow während der gesamten Weltmeisterschaft ausfällt, wurde Mogilewez nachnominiert. Er war somit der jüngste Spieler im russischen Aufgebot für die WM 2014. Er kam während der WM jedoch zu keinem Spieleinsatz. Russland schied in der Vorrunde aus.